# Vespa Ciao

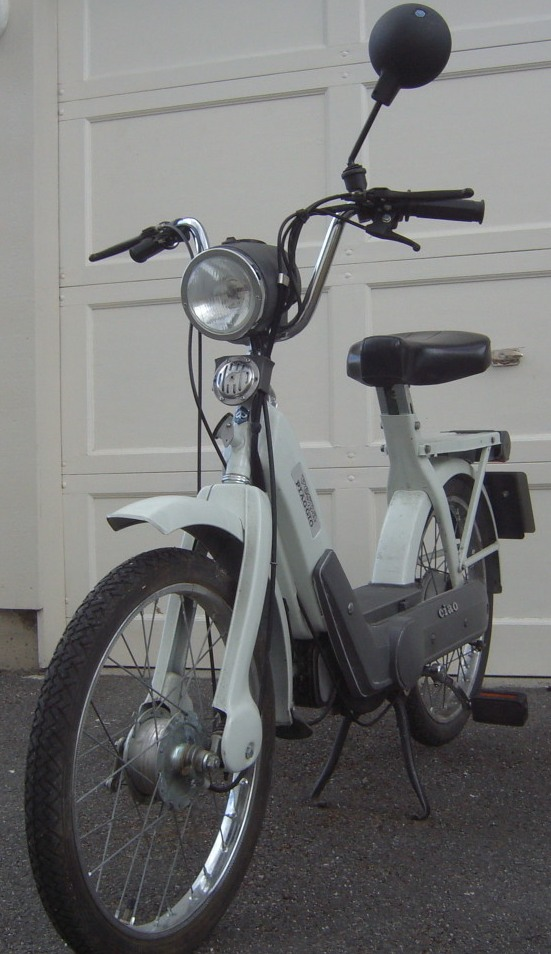
Ciao-model uit 1980

De Piaggio Ciao, in sommige landen ook wel bekend als de Vespa Ciao, is een tussen 1967 en 2006 door het Italiaanse merk Piaggio geproduceerde bromfiets en later ook snorfiets. Er zit een 49cc luchtgekoelde tweetaktmotor in. De Ciao maakt gebruik van een riemaandrijving, in tegenstelling tot de meeste andere brommers die ketting aangedreven zijn.
De Piaggio Ciao verscheen eind 1967 op de Italiaanse markt en werd vanaf begin 1968 geëxporteerd naar het buitenland (waaronder Nederland). In de beginjaren geschiedde de import in Nederland door NEGA, een samenwerking tussen N.V. GAM Rotterdam en N.V. NEDESPA Roermond. De Ciao maakte zijn Nederlandse debuut op de Tweewieler RAI 1968 (26 feb - 2 mrt).

## Versies
Hoewel voor de leek in al die jaren uiterlijk bijna ongewijzigd, zijn er heel veel verschillende versies van de Vespa Ciao op de markt gebracht. In de eerste jaren was de Ciao leverbaar met zowel 17" als 19" wielen. De technisch meest geavanceerde uitvoering met variateur werd niet in Nederland geleverd. Het basis model zonder voorvering werd niet veel verkocht. Na 1971 was de 19" versie niet meer leverbaar.
De 6 eerste uitvoeringen:

##### 19 inch
- model 1: Zonder voorvering. knijprem op voorwiel.
- model 2: Geveerde voorvork. trommelremmen.
- model 3: Geveerde voorvork. trommelremmen. Variateur (niet in Nederland geleverd).

##### 17 inch
- model 1: Zonder voorvering. knijprem op voorwiel.
- model 2: Geveerde voorvork. trommelremmen.
- model 3: Geveerde voorvork. trommelremmen. Variateur (niet in Nederland geleverd).

Begin jaren zeventig (± 1972) kwam er een driewiel 'bakfiets' uitvoering op de markt. De Ciao Porter. Fabrieks af was deze in verschillende uitvoeringen leverbaar maar de uitvoering met 'bak' is het meest gangbaar. De Ciao Porter is in Nederland niet veel verkocht.
Later kwam onder andere de Ciao P en de Ciao Mix. Het verschil tussen beide is dat de Ciao Mix een olietank onder de bagagedrager heeft zitten. Ook heeft de Ciao Mix een andere koplamp en een andere zadelbevestiging. 